# غوكهان كيردار
غوكهان كيردار (بالتركية: Gökhan Kırdar)‏ هو موسيقي ومؤلف موسيقى تركي. ولد في 2 يونيو 1970 في أيطن، تركيا.

## أعمال

### ألبومات
- منجم عائم (1994)
- لم أستطع الانتظار (1995)
- رحلة (1997)

### ألبومات المسلسل
- إثنو ترونيكس (2000)
- صلاة المطر (2005)

### الموسيقى التصويرية
- متعة (2002)
- وادي الذئاب المجلد 1 (2004)
- وادي الذئاب المجلد 2 (2004)
- المطر (2005)
- لا تضربني أكثر (2005)
- لا تحب أي شخص / أفضل ما في عام المجلد 1 (2006)
- وادي الذئاب العراق (2006)
- وادي الذئاب المجلد 3 (2009)
- نهضة السلاجقة العظمى (2020)

### المصنفات الوثائقية
- عالية (2002)
- قصر تكفور واسطنبول (2002)
- ليس دليلك المتوسط للسفر (2007)

### أعمال المكتبة
- إثنو ترونيكس (2000)
- من إسطنبول (2003)

### المساهمة بألبومات
- شوقي (ألبوم إيزل 1994)
- أنا جاهز (ألبوم 1995 كاندان إرتشين)
- آسيا (ألبوم آسيا 1996)
- الفضة (ألبوم 1996 نوخت دورو)
- قصة صغيرة (ألبوم 1999 إيزل)
- إنوسنت (ألبوم آسيا 1999)
- تنفس (ألبوم 2000 عايشجول ألدنك)
- موسيقى سي إن إن التركية (2003)

## روابط خارجية
- غوكهان كيردار على موقع IMDb (الإنجليزية)
- غوكهان كيردار على موقع ميوزك برينز (الإنجليزية)
- غوكهان كيردار على موقع ديسكوغز (الإنجليزية)
- غوكهان كيردار على موقع قاعدة بيانات الفيلم (الإنجليزية)